# 11552 Boucolion
11552 Boucolion eller 1993 BD4 är en trojansk asteroid i Jupiters lagrangepunkt L5. Den upptäcktes 27 januari 1993 av den belgiske astronomen Eric W. Elst vid CERGA-observatoriet. Den är uppkallad efter Boucolion i den grekiska mytologin.
Asteroiden har en diameter på ungefär 51 kilometer.